# Drescoma cinilixa
Drescoma cinilixa är en fjärilsart som beskrevs av Dyar 1914. Drescoma cinilixa ingår i släktet Drescoma och familjen mott. Inga underarter finns listade i Catalogue of Life.